# 徳川慶喜 (NHK大河ドラマ)
『徳川慶喜』（とくがわよしのぶ）は、1998年1月4日から12月13日まで放送されたNHK大河ドラマ第37作。原作は司馬遼太郎『最後の将軍 徳川慶喜』。脚本は田向正健。主演は本木雅弘。

## 概要
原作は司馬遼太郎が1960年代に執筆した長編小説『最後の将軍 徳川慶喜』（文春文庫ほか）。司馬の原作は文庫版で270頁ほどと彼の長編としてはやや短めであり、本作では他に、渋沢栄一らが編んだ基礎史料たる『徳川慶喜公伝』（平凡社東洋文庫 全4巻）を参考に、随所で原作以上に用いた。
大河ドラマで幕末を題材にしたのは、同じ司馬遼太郎原作で1990年の『翔ぶが如く』以来の8年ぶり。主演・本木雅弘は、1991年の『太平記』以来で、2度目の大河ドラマ出演で主役抜擢された。脚本は『武田信玄』（1988年）や『信長』（1992年）などを手がけた田向正健。
江戸幕府最後の征夷大将軍・徳川慶喜が主人公の視点から幕末の政治劇を描く。ナレーションを担当したのは大原麗子で、大原演じる新門辰五郎の妻れん（架空人物）が当時を回顧する体で物語を進めていた。江戸っ子のれんが江戸弁で砕けたナレーションを行なうという設定のため、慶喜を「ケイキさん」と呼んだり「これは後から判ったことなんだけど」「ここだけの話なんだけど」「わっちら下々の者は知らなかったんだけど」といったフレーズがよく用いられた。
菅原文太・若尾文子・杉良太郎らベテラン勢の他、石田ひかり・深津絵里ら若手女優を起用して人気確保に努め、また架空人物のエピソードや多面的表現を盛り込むなどしたが、幕末の対立構造の複雑さや、主人公の慶喜の動きの乏しさ、そして数多く登場する架空人物の存在意義の低さなどから、視聴率は伸び悩んだ。一方で、主演の本木雅弘は常にポーカーフェイスで通し、クールで聡明、策謀にも長けた慶喜を表現し、その演技に好評価を得た。また慶喜の家臣で、幕末の動乱に巻き込まれていくなど準主役格の活躍を見せる村田新三郎（架空の人物）を、当時はまだ無名に近かった藤木直人が演じている。
また、慶喜の77年間（満年齢では76年間）の生涯のうち、江戸開城以降の45年間はほぼカットされているが、後に一橋家以来の家臣である渋沢栄一を主人公として制作された『青天を衝け』が慶喜の一橋家相続から晩年までを描いていくのと比較すると対照的である（ただし渋沢栄一は本作には登場しない）。
慶喜の孫にあたる宣仁親王妃喜久子や、曾孫の徳川慶朝がロケの見学に訪れたことも話題になった。
本作放送以前の1995年12月17日放送の特別番組「さればでござる・全て見せます大河ドラマ」で、「徳川慶喜の生涯をドラマ化して欲しい」という視聴者の要望が伝えられていた。
また、大河ドラマの総集編は放送年の年末に放送されるのが恒例だったが、この作品に限っては翌年・1999年3月に放送された。再放送は2010年11月から2011年2月にかけてCSの時代劇専門チャンネルで行われたのが初めて。また、ソフト化は長らく実現していなかったが、2014年秋に完全版のDVDが発売された。なお、総集編はNHKアーカイブスで、本編はNHKオンデマンドの配信で視聴が可能となっている。
題字は主演の本木雅弘が書いたものもあるが、実際の放送では隷書体の題字を使用した。本木による題字は番組のガイドブックなどで見ることができる。手製の題字が使用されないのは極めて異例である。他には『山河燃ゆ』『北条時宗』の事例がある。
また、オープニングでは幕閣などの役名は全て「井伊掃部頭直弼」など、官名を入れて表示している。
平均視聴率は21.1%、最高視聴率は29.7%。

## テーマ音楽、タイトル映像
音楽に合わせ、農村地帯や下町の情景、庶民の暮らしぶりなどが当時そのままの姿で再現され、写真撮影されて収まるという映像。
一方で、ドラマの最後は、主人公・慶喜が家族と写真撮影をしたあと、その後に起こった出来事が明治維新の諸制度改革や西南戦争から平成大不況に至るまで、テーマ音楽に沿って資料写真や映像でフラッシュされるラストとなっている。ただし、この場面はNHKオンデマンドでは収録されていない。

## あらすじ
水戸藩主・徳川斉昭の七男として産まれた七郎麿（後の慶喜）は斉昭による徹底した英才教育を受けたくましく育ち、第12代将軍・家慶の要望を受け、11歳の時、御三卿・一橋家を相続する。
黒船が1853年に浦賀に来て日本中が騒然とする中、慶喜は幕閣の期待を一心に集め、第13代将軍・家定の後継として候補に上がる。しかしある一人の男の出現により、慶喜の人生は激変した。大老･井伊直弼である。井伊による安政の大獄において、慶喜は蟄居謹慎に処せられ、将軍後継者は徳川家茂に決定する。
しかし桜田門外の変において井伊が暗殺されると　（島津久光の建策を考慮した）勅命を受け慶喜は家茂の後見職に就任。上洛後は宮廷工作に力を発揮し、尊皇攘夷の嵐が吹き荒れる混沌とした時代をその英知によって切り抜けていく。
そんな中、家茂が死去し、秘密裏に結ばれた薩長同盟を中核とする倒幕派が幕府を追い詰める中、慶喜は幕閣からの度重なる将軍就任要請と（孝明天皇から）将軍宣下を受け、遂に第15代将軍に就任。しかし、将軍就任直後に天皇が崩御。幕府そして日本の命運は慶喜の双肩にかかることになっていく。

## 登場人物

### 徳川将軍家・水戸徳川家
- 七郎麿→徳川慶喜：若葉竜也→崎本大海→本木雅弘
主人公。
- 美賀：石田ひかり
慶喜の正室。清華家の分家出身。おっとりとした性格で、不安になると気絶してしまうほど気が弱い。
- 徳川斉昭：菅原文太
慶喜の父。慶喜を厳しくも温かく見守る。井伊直弼と対立し、隠居謹慎を命じられる。
- 吉子→貞芳院：若尾文子
京の名門宮家・有栖川宮家出身。斉昭の正室。慶喜の生母。幼称は登美宮。
- 徳川慶篤：笹川謙→内野聖陽
斉昭の長男。慶喜の同母の長兄。
- 徳川昭武：中村橋之助（1980年の大河ドラマ『獅子の時代』の映像流用）
慶喜の年が離れた異母弟。万国博覧会に参加する。
演者である中村橋之助は、前年の大河ドラマ『毛利元就』の主演俳優であるため、1970年代以降の作品では初めて、前年の大河主演俳優が出演する形となった。ただし、上記の通り過去の作品の流用であり、公式には橋之助は出演者としてカウントされていない。
- 徳信院直子：鶴田真由
一橋徳川家第7代当主 一橋慶寿の未亡人で、慶喜の6歳上の養祖母。京の名門宮家・伏見宮家出身。幼称は東明宮。慶喜を弟のように可愛がる。
- 徳川家慶：鈴木瑞穂
第12代征夷大将軍。
- 徳川家定：大出真也
第13代征夷大将軍。
- 篤子[注 4]→天璋院：深津絵里
家定の継室。薩摩藩島津家の分家出身。高慢な性格で、慶喜と対立する。
- 徳川家茂：木田健太→水橋研二→進藤健太郎
第14代征夷大将軍。
- 和宮→静寛院宮：小橋めぐみ
孝明天皇の異母妹。公武合体の証として家茂の正室となる。
- 観行院：山本陽子
和宮の生母。和宮とともに京都から江戸に移る。
- 田安亀之助：鎌田佳裕
徳川宗家第16代当主。

### 慶喜側近
- 中根長十郎：信太昌之
- 平岡円四郎：新井康弘
- 川村恵十郎：康すおん
- 原市之進：山口祐一郎
- 西周：小日向文世
開明論者。慶喜に重用される。
- 土岐朝義：小野武彦
- 倉石佐衛門：佐藤淳
- 梅沢孫太郎：中原丈雄
- 松平近韶：田山涼成

### 幕閣
- 井伊掃部頭直弼：杉良太郎
反対派の粛清を行う（安政の大獄）が、水戸派の浪士に桜田門外で殺される。
- 酒井雅楽頭忠績：御友公喜
- 阿部伊勢守正弘：大橋吾郎
- 阿部正外：小川隆市
- 久世広周：江上雅彦→大和田伸也
- 小笠原長行：若松武史
- 脇坂安宅：佐々木功
- 堀田備中守正睦：有川博
- 間部詮勝：石井愃一
- 内藤信思：真実一路
- 松平乗全：内山森彦
- 松平宗秀：坂西良太
- 松平康英：武発史朗
- 松平忠固：吾羽七朗
- 松平乗謨：小栗健伸
- 松平信義：博多章敬
- 水野忠精：赤羽秀之
- 稲葉正邦：井上倫宏
- 稲葉正巳：勝光徳
- 板倉勝静：小林宏史
- 本多忠民：森下哲夫
- 諏訪忠誠：鹿内孝
- 牧野忠恭：樋浦勉
- 牧野忠雅：堀内正美
- 井上正直：丹治大吾
- 安藤信正：佐々木敏
- 太田資始：村上幹夫

### 諸大名
- 松平慶永：林隆三
- 松平容保：畠中洋
- 松平定敬：渡辺穣
- 伊達宗城：大門正明
- 徳川慶勝：野村祐人
- 徳川茂栄：石丸謙二郎
- 山内容堂：塩屋俊
- 島津斉彬：立川三貴
- 島津忠義：田代泰司→佐藤旭
- 島津久光：江守徹
- 酒井忠義：矢島健一
- 立花種恭：伊丹幸雄
- 松前崇広：山内としお
- 毛利敬親：仲恭司
- 毛利元徳：天間信紘
- 浅野長勲：岸本光正
- 有馬道純：梁瀬哲

### 幕臣
- 勝海舟：坂東八十助
開明論者。官軍の江戸総攻撃・中止に尽力する。
- 山岡鉄太郎：伊武雅刀
- 岩瀬忠震：冨家規政
- 川路聖謨：勝部演之
勘定奉行。
- 永井尚志：阿部雅彦→早川純一
- 近藤勇：勝野洋
新選組局長。
- 土方歳三：橋爪淳
新選組副長。
- 沖田総司：小澤征悦
新選組隊士。小澤は本作がデビュー作。
- 井上清直：河西健司
- 岡部長常：坂部文昭
- 井戸覚弘：大林丈史
- 大久保一翁：石坂重二
- 土岐頼徳：山崎猛
- 男谷信友：横尾三郎
- 杉浦正一郎：野仲功
- 塩田三郎：本村健太郎

### 各藩藩士
- 西郷吉之助：渡辺徹
- 大久保一蔵：池田成志
- 桂小五郎：黒田アーサー
- 藤田東湖：渡辺裕之
斉昭の腹心。安政の大地震で落命する。
- 藤田小四郎：田辺誠一
東湖の子。天狗党の乱を起こす。
- 永原甚七郎：滝田裕介
- 戸田忠敬：大河内浩
- 安島帯刀：井田州彦
- 高橋多一郎：蔵本隆史
- 武田耕雲斎：金内喜久夫
- 会沢正志斎：飯沼慧
- 佐藤図書：中西良太
- 市川三左衛門：川辺久造
- 鵜飼吉左衛門：村松克巳
- 結城寅寿：及川以造
- 今井金右衛門：伊藤高
- 中根雪江：石立鉄男
- 横井小楠：高橋長英
- 宮部鼎蔵：冷泉公裕
- 小松帯刀：安藤一夫
- 吉田寅次郎：俊藤光利
- 久坂玄瑞：小井塚登
- 吉田稔麿：加納詞桂章
- 品川弥二郎：佐藤壱史
- 後藤象二郎：小木茂光
- 佐久間象山：秋間登
- 真木和泉：山口嘉三
- 鈴木石見守：頭師孝雄
- 田丸稲之衛門：田口計

### 皇室・公家
- 孝明天皇[注 5]：花柳錦之輔
慶喜の理解者。攘夷論者であったが、長州藩などの過激な尊皇攘夷の志士を嫌う。
- 睦仁親王：安藤一平
- 有栖川宮熾仁親王：佐藤せつじ
- 中川宮朝彦親王：近藤誠人→木下浩之
- 山階宮晃親王：井鍋信治
- 岩倉具視：寺脇康文
孝明天皇の死後に急速に朝廷内で実力者となり、小御所会議では強行に慶喜排除に動く。
- 鷹司政通：宝田明
- 鷹司清子：有馬稲子
- 九条尚忠：森山周一郎
- 大原重徳：岡村喬生
- 鷹司輔熙：北見敏之
- 九条幸経：稲葉暢貴
- 姉小路公知：大沢健
- 正親町三条実愛：森田順平
- 三条実美：宇津木真
政争に敗れ、一時は長州へ追われたが復権を果たし、明治政府では太政大臣となる。
- 中山忠能：真夏竜
- 近衛忠房：渡辺規生→小倉雄三
- 島田左近：竹本孝之
- 二条斉敬：小林勝也
- 中御門経之：横尾三郎

### 各国公使
- マシュー・ペリー：ジェームズ・バワーズ（声：岸野一彦）
- タウンゼント・ハリス：トム・キロー
- ヘンリー・ヒュースケン：マーティン・スロット
- ハリー・パークス：ダン・レショー（声：小川真司）
- アーネスト・サトウ：コリン・リーチ
- レオン・ロッシュ：ユベール・ジョアニアン（声：青野武）
フランス公使。ナレーションによると「大のおしゃべり」とのこと。
- ラザフォード・オールコック：ケン・マクドナルド

### その他
- 新門辰五郎：堺正章
町火消しの頭。慶喜上洛の際、同行する。
- れん：大原麗子
辰五郎の妻。語りも担当。ドラマでは武蔵国生麦の旅籠屋出身。
- およし：三國純楓→清水美砂
辰五郎の娘。辰五郎が遊郭でなじみになった遊女との間に生まれた子だが、引き取られて「れん」が我が子同然に育てた。
慶喜の妾となって京に同行するが、慶喜が新政府軍に敗れて上野に謹慎すると、辰五郎の元に戻る。
- 瀧山：佐々木すみ江
大奥総取締役。
- 金子孫二郎：大鷹明良
- 池田屋主人：加藤治
京の旅籠「池田屋」の主人。

### 架空人物
- 村田新三郎：泉本央→内野謙太→藤木直人
幼少期から慶喜に仕える側近。旗本・早川重吉を殺し、みよと駆け落ちする。辰五郎の元に身を寄せる。
その後に天狗党の乱に加わり、敗走する途中に重吉の弟・良介と戦い相討ちする。
- たみ：水野真紀
新三郎の妻。出奔した夫を追い続ける。
みよが新三郎との間にもうけた赤子を、略奪してしまう。新三郎死去ののち、みよが後を追おうとするのを阻止。
上洛している慶喜を頼って京に来た後、みよと呑み屋を営むようになる。
- みよ：一色紗英
新三郎の恋人。新三郎とは、橋で佇んでいたところ知り合う。重吉の妾だったが、暴力を振るわれているところを新三郎に救われ、彼と運命を共にする。その後、新三郎の子を産むも、嫉妬にかられたたみにより赤子を奪われてしまう。
新三郎が死亡すると後を追おうとするが、たみに阻止される。
のちに、たみと呑み屋を営むようになる。
- 松島：岸田今日子
慶喜付きの老女。毒舌家で、しばしば直子や美賀に意地悪をする。
- 永原帯刀：佐藤慶
吉子の側近。水戸藩内の政争を嫌い、中立を保つ。実は人情本の売れっ子作家として名を馳せているが、周囲には伏せている。天狗党の乱で吉子が襲われた時に吉子をかばって負傷。その後本編から姿を消すが、最終回に登場する。
- ガンツム：山下真司
辰五郎の部下。およしに片想いしており、慶喜をあまり快く思っていない。
- カンヌキ：肥後克広
- 義経：寺門ジモン
- 半次：上島竜兵
辰五郎の部下。安政の大地震で義経が片足を失う重傷を負い、間もなく3人揃って暇乞いを出す。
- 中山五郎左衛門：藤岡琢也
辰五郎の親友。その日の生活にも困っているほど貧しい下級武士。なにかと慶喜に関わり続ける。
- 中山太郎：橋本潤
- 寺岡勘十郎：柴俊夫
- 与兵衛：岡本信人
れんの兄。生麦村の旅籠の主人。
- 平山謙二郎：河原田ヤスケ
- とき：三條美紀
- 幸吉：沼田爆
弘道館の下働き。
- 猪吉：大川浩樹
- さくら：小林美香→野村知沙→池脇千鶴→田中伸子
幸吉の孫娘。慶喜の侍女で幼馴染同然に育ったが、言われたことを鵜呑みにしてしまう性格が最大の難点。さくらの存在を嫌う直子やその同調者の策略で使いに出され失踪する。後に京で芸者となり、慶喜と再会する。
- 高部：園佳也子
- 早川重吉：江藤潤
旗本。妾・みよを虐待し、これを阻止した新三郎に殺される。
- 早川良介：吉田朝
重吉の弟。
- 銀次：増田由紀夫
- きな：小沼由美
- ゆき：折笠富美子
吉子の侍女
- 杉山寅之介：芦田昌太郎
一橋家用人
- 若衆：金子貴俊
- 護衛の侍：檀臣幸
- 仲居：山崎和佳奈

## スタッフ
- 脚本：田向正健
- 原作：司馬遼太郎（『最後の将軍』より）
- 脚本資料提供：渋沢史料館、『徳川慶喜公伝』（渋沢栄一編、平凡社東洋文庫）
- 音楽：湯浅譲二
- テーマ音楽演奏：NHK交響楽団
- 指揮：岩城宏之
- 演奏：東京コンサーツ
- 語り：大原麗子、田中浩史（アバンタイトル）、小宮悦子（徳川慶喜紀行）
- 時代考証：大石慎三郎
- 風俗考証：原島陽一
- 建築考証：平井聖
- 衣装考証：小泉清子
- 振付・所作指導：猿若清三郎
- 殺陣・武術指導：林邦史朗
- 馬術指導：日馬伸
- 墨絵指導：呉斉旺
- 御所ことば指導：堀井令以知
- 京ことば指導：井上裕季子
- 三味線指導：杵屋五三吉
- 能楽指導：喜多六平太
- 撮影協力：茨城県、水戸市、里美村、長崎県ハウステンボス、江戸消防記念会
- 資料提供：茨城県立歴史館、徳川博物館、横浜開港資料館、松戸市戸定歴史館、小沢健志、東京都写真美術館、東野福恵
- 制作統括：高橋幸作
- 制作：永山あつし
- 美術：田嶋宣助
- 技術：上原康雄、飛地茂
- 音響効果：若林宏、野村和成
- 記録：髙室麻子
- 編集：髙室晃三郎
- 撮影：横山義行、佐藤俊憲
- 照明：斉藤幸夫、堀籠功
- 音声：仲野次郎、浜川健治
- 映像技術：末永隆雄、宮本進
- 美術進行：松谷尚文
- 演出：富沢正幸、竹林淳、谷口卓敬、吉田雅夫、篠原圭、太田光俊、訓覇圭、高橋練

## 放送
特記がない限りNHKクロニクルのNHK番組表ヒストリーで確認。

### 通常放送時間
- NHK総合テレビジョン：毎週日曜 20時00分 - 20時45分
- NHK衛星第2テレビジョン：毎週日曜 22時30分-23時15分[注 6]
- （再放送）NHK総合テレビジョン：毎週土曜 13時05分-13時50分[注 6]

### 放送日程
- 第1回は15分延長。

| 第1回                                                      | 1月4日   | 母の不在       | 富沢正幸 |
| 第2回                                                      | 1月11日  | 新しい母       | 富沢正幸 |
| 第3回                                                      | 1月18日  | 黒船が来た     | 富沢正幸 |
| 第4回                                                      | 1月25日  | 将軍候補       | 竹林淳   |
| 第5回                                                      | 2月1日   | 日米和親条約   | 竹林淳   |
| 第6回                                                      | 2月8日   | 安政の大地震   | 谷口卓敬 |
| 第7回                                                      | 2月15日  | 公家の花嫁     | 富沢正幸 |
| 第8回                                                      | 2月22日  | 新婚生活       | 竹林淳   |
| 第9回                                                      | 3月1日   | 恋の闇路       | 富沢正幸 |
| 第10回                                                     | 3月8日   | 抗争のはじまり | 富沢正幸 |
| 第11回                                                     | 3月15日  | 台風の目       | 谷口卓敬 |
| 第12回                                                     | 3月22日  | 日米通商条約   | 竹林淳   |
| 第13回                                                     | 3月29日  | 幕府の権威     | 竹林淳   |
| 第14回                                                     | 4月5日   | 押しかけ登城   | 富沢正幸 |
| 第15回                                                     | 4月12日  | 密勅           | 谷口卓敬 |
| 第16回                                                     | 4月19日  | 大獄のはじまり | 富沢正幸 |
| 第17回                                                     | 4月26日  | 安政の大獄     | 竹林淳   |
| 第18回                                                     | 5月3日   | 桜田門外の変   | 富沢正幸 |
| 第19回                                                     | 5月10日  | 父の死         | 谷口卓敬 |
| 第20回                                                     | 5月17日  | 慶喜変身       | 富沢正幸 |
| 第21回                                                     | 5月24日  | 兄と弟         | 竹林淳   |
| 第22回                                                     | 5月31日  | 母と子         | 吉田雅夫 |
| 第23回                                                     | 6月7日   | 和宮下向       | 富沢正幸 |
| 第24回                                                     | 6月14日  | 久光上洛       | 竹林淳   |
| 第25回                                                     | 6月21日  | 将軍後見職     | 吉田雅夫 |
| 第26回                                                     | 6月28日  | 生麦事件       | 富沢正幸 |
| 第27回                                                     | 7月5日   | 幕政改革       | 太田光俊 |
| 第28回                                                     | 7月19日  | 上洛への道     | 富沢正幸 |
| 第29回                                                     | 7月26日  | 将軍名代       | 吉田雅夫 |
| 第30回                                                     | 8月2日   | 奇策           | 富沢正幸 |
| 第31回                                                     | 8月9日   | 孝明天皇の立場 | 竹林淳   |
| 第32回                                                     | 8月16日  | 慶喜の悪酔い   | 太田光俊 |
| 第33回                                                     | 8月23日  | 池田屋騒動     | 富沢正幸 |
| 第34回                                                     | 8月30日  | 御所突入       | 富沢正幸 |
| 第35回                                                     | 9月6日   | 母の苦悩       | 富沢正幸 |
| 第36回                                                     | 9月13日  | 仇討ち         | 吉田雅夫 |
| 第37回                                                     | 9月20日  | 慶喜の頭痛     | 訓覇圭   |
| 第38回                                                     | 9月27日  | 条約勅許       | 富沢正幸 |
| 第39回                                                     | 10月4日  | 将軍急死       | 谷口卓敬 |
| 第40回                                                     | 10月11日 | 徳川家相続     | 富沢正幸 |
| 第41回                                                     | 10月18日 | 将軍慶喜       | 富沢正幸 |
| 第42回                                                     | 10月25日 | 孝明天皇の死   | 高橋練   |
| 第43回                                                     | 11月1日  | 議題草案       | 富沢正幸 |
| 第44回                                                     | 11月8日  | 倒幕           | 富沢正幸 |
| 第45回                                                     | 11月15日 | 大政奉還       | 篠原圭   |
| 第46回                                                     | 11月22日 | 小御所会議     | 富沢正幸 |
| 第47回                                                     | 11月29日 | 朝敵           | 富沢正幸 |
| 第48回                                                     | 12月6日  | 恭順謹慎       | 富沢正幸 |
| 最終回                                                     | 12月13日 | 無血開城       | 富沢正幸 |
| 平均視聴率 21.1%（視聴率は関東地区・ビデオリサーチ社調べ） |          |                |          |

### 総集編
1. 黒船が来た　1999年3月22日22:00 - 22:59
2. 安政の大獄　1999年3月24日22:00 - 22:59
3. 蛤御門の変　1999年3月25日22:00 - 22:59
4. 大政奉還　　1999年3月26日22:00 - 22:59

- 総集編はNHKアーカイブスで視聴可能。

## ソフトウェア
2014年秋、完全版DVDが発売された。2017年には総集編DVDも発売された。